# Inițiativa Cetățenească Europeană
Inițiativa cetățenească europeană ( ECI ) este un mecanism al Uniunii Europene (UE) care vizează creșterea democrației directe, permițând „cetățenilor UE să participe direct la dezvoltarea politicilor UE”,  introdus prin Tratatul de la Lisabona în 2007. Această inițiativă populară permite unui milion de cetățeni ai Uniunii Europene  cu un număr minim de cetățeni din cel puțin șapte state membre, să solicite direct Comisiei Europene să propună un act juridic (în special o directivă sau un regulament ) într-un domeniu, unde statele membre au conferit competențe la nivelul UE. Acest drept de a solicita Comisiei să inițieze o propunere legislativă îi pune pe cetățeni pe același picior cu Parlamentul European și Consiliul European, care beneficiază de acest drept, în conformitate cu articolele 225 și 241 din Tratatul privind funcționarea Uniunii Europene (TEFU) . Comisia deține dreptul de inițiativă în UE.  Primul ICE înregistrat, Fraternité 2020, a fost inițiat la 9 mai 2012 ( Ziua Europei ), deși primul ICE depus (dar al doilea înregistrat) a fost One Single Tariff .

## Context istoric
ICE își are originea în Convenția constituțională privind viitorul Europei din 2002–2003. Datorită activității de campanie a activiștilor și a membrilor Convenției, ICE a fost introdusă într-un act de ultimă oră în Tratatul Constituțional .  
În 2005, Tratatul Constituțional a fost respins de cetățenii Franței și Țărilor de Jos în cadrul a două referendumuri naționale. Ca o consecință a acestui fapt, Conferința interguvernamentală a pregătit Tratatul de la Lisabona . Ratificarea tratatului a fost amânată din cauza referendumului din Irlanda, unde a fost inițial respins în iunie 2008 de către electoratul irlandez, decizie care a fost anulată printr-un al doilea referendum în octombrie 2009.
La 13 decembrie 2007, Tratatul de la Lisabona a fost semnat de toate statele membre ale UE . La 11 noiembrie 2009, Comisia Europeană a publicat o Carte verde privind inițiativa cetățenească europeană, lansând un proces de consultare publică privind ICE. 
Consiliul și comisia au ajuns la un compromis preliminar la 14 iunie 2010. După ce a elaborat mai multe proiecte și avize, care au fost discutate în comisiile pentru afaceri constituționale și petiții, Parlamentul European, la 15 decembrie 2010, a votat în sfârșit Regulamentul ICE. După un an de negocieri, toate cele trei instituții principale ale UE (Comisia Europeană, Consiliul și Parlamentul European) au convenit asupra unui regulament final ICE, la 16 februarie 2011.
Inițiativa a fost inspirată de
Elveția, care nu este membră a UE. Țara are mai multe instrumente de democrație directă precum inițiativa populară federală (din 1848) și referendumul opțional (din 1874).

## Temei juridic
Temeiul juridic al inițiativei cetățenești este stabilit la articolul 11 alineatul (4) din Tratatul privind Uniunea Europeană (TUE) și la articolul 24 alineatul (1) din Tratatul privind funcționarea Uniunii Europene (TFUE). Ambele articole au fost introduse recent odată cu Tratatul de la Lisabona . ICE completează dreptul existent de a depune petiții la Parlamentul European și dreptul de a face apel la Ombudsman, astfel cum sunt prevăzute în Tratatul de la Maastricht (1993). Petițiile și ICE sunt fundamental diferite însă în ceea ce privește funcția, destinatarii și condițiile. 
Modalitățile practice, condițiile și procedura ICE sunt stabilite în Regulamentul 2019/788 privind inițiativa cetățenilor europeni, care este aplicabil de la 1 ianuarie 2020.  Regulamentul de punere în aplicare (UE) nr. 2019/1779 al Comisiei stabilește specificațiile tehnice pentru sistemele de colectare online ale ICE. 
Regulamentul 2019/788 a înlocuit regulamentul inițial 211/2011. Inițiativele care au fost înregistrate până la 31 decembrie 2019 sunt încă parțial guvernate de vechile reguli: • Reguli generale – Regulamentul (UE) nr. 211/2011 • Colectarea online a semnăturilor – Regulamentul (UE) nr. 1179/2011.
Noul regulament necesită o revizuire până la 1 ianuarie 2024 și ulterior la fiecare trei ani. În procesul de revizuire, comisia prezintă un raport privind implementarea regulamentului ICE, în vederea unei eventuale revizuiri a acestuia, la care Parlamentul European reacționează într-un raport cu recomandări suplimentare.

## Procedură
Există câțiva pași absolut necesari pentru a organiza un ECI:  
- Pasul 1: Pregătiți inițiativa și înființați un comitet cetățenesc: membrii acestui comitet (cel puțin 7 cetățeni UE, care trebuie să locuiască în cel puțin 7 țări UE diferite, suficient de vechi pentru a vota la alegerile pentru Parlamentul European) desemnează dintre aceștia un reprezentant și un înlocuitor care să vorbească și să acționeze în numele său în fața comisiei; [9]
- Pasul 2: Înregistrarea ICE într-una dintre cele 23 de limbi oficiale ale UE pe site-ul web al Comisiei (răspunsul Comisiei în termen de două luni); [10]
- Pasul 3: Pentru utilizarea unei colectări de semnături online, obțineți-vă sistemul certificat (de către autoritățile naționale, răspundeți în termen de 1 lună); [11] [12]
- Pasul 4: Colectarea declarațiilor de susținere (max. 12 luni): trebuie să aveți un număr minim de semnatari în cel puțin șapte țări UE pe cale de a ajunge la 1 milion (a se vedea pragurile pentru fiecare țară din tabelul de mai jos). [13] Aceste cifre minime corespund numărului deputaților în Parlamentul European aleși în fiecare stat membru, înmulțit cu 750. [14]
- Pasul 5: Obțineți declarații de susținere în fiecare țară din UE certificate de autoritatea națională (răspundeți în termen de 3 luni); [15] [16]
- Pasul 6: Trimiteți ECI comisiei. [17]

## Puncte slabe
Problemele legate de proiectare i-au împovărat puternic pe militanții ICE în acest proces. Acestea includ constrângeri juridice (cum ar fi probleme de răspundere privind protecția datelor și consiliere insuficientă cu privire la temeiul juridic adecvat al ICE), probleme tehnice (sistemul de colectare online nu este ușor de utilizat și nu permite activiștilor să acceseze adresele de e-mail ale semnatarilor pentru a-i ține informați) și obstacole birocratice (fiecare stat membru are cerințe de date și formulare de semnătură diferite). Foarte puțini cetățeni știu că ICEI există. În plus, există puține garanții că o ICE de succes va avea un impact real asupra legislației UE, așa cum au arătat primele trei ICE „de succes”.
Procesul de revizuire va oferi o reflecție asupra succeselor și eșecurilor ICE în primii trei ani. Multe organizații ale societății civile, organizatori ICE și deputați ai Parlamentului European pledează pentru o reformă majoră a regulamentului ICE.  
Campania ICE, o organizație care lucrează exclusiv pentru introducerea și implementarea cu succes a dreptului inițiativei cetățenești europene, a propus 12 moduri concrete de a face ca ICE să funcționeze . Aceste sugestii au fost rezultatul publicației intitulate „O ICE care funcționează. Învățăm din primii doi ani ai Inițiativei cetățenilor europeni”. 
Pentru a sprijini și ajuta organizatorii ICE, Campania ICE oferă un software nou și îmbunătățit pentru colectarea semnăturilor numit OpenECI .

### Sistemul online de colectare a semnăturilor
Procesul ICE permite organizatorilor să colecteze, de asemenea, declarații de susținere online. Primele versiuni ale software-ului furnizate de Comisia Europeană au fost puternic criticate de unii dezvoltatori.   Unii organizatori au criticat și reglementările de securitate privind procesul de colectare a ICE și numărul de erori tehnice în perioada de colectare.  În 2016, campania ICE a furnizat un nou software de colectare online complet de jos în sus. 